# Кинсијева скала
Кинсијева скала користи се за бројевно означавање сексуалне оријентације код људи, од 0 (изричито хетеросексуално) до 6 (изричито хомосексуално). Први пут ју је 1948. године објавио Алфред Кинси и други.
Представљајући своју скалу, Кинси је забиљежио:
| „ | Мушкарци се не могу тек тако подијелити на хетеросексуалце на једној и хомосексуалце на другој страни. Није све или бијело или црно. [...] Појединцу се може додијелити бројка на овој скали за свако доба живота и развоја посебно. Скала од седам подјељака много је ближа стварној разноликости која постоји. | ” |

Кинсијева скала изгледа овако:
| подјељци | значење                                                        |
| -------- | -------------------------------------------------------------- |
| 0        | изричито хетеросексуално                                       |
| 1        | већином хетеросексуално, само случајно хомосексуално           |
| 2        | већином хетеросексуално, али чешће него случајно хомосексуално |
| 3        | подједнако хетеросексуално и хомосексуално                     |
| 4        | већином хомосексуално, али чешће него случајно хетеросексуално |
| 5        | већином хомосексуално, само случајно хетеросексуално           |
| 6        | изричито хомосексуално                                         |

## Резултати
- Мушкарци: 11,6% бијелих мушкараца од 20 до 35 година дало је оцјену 3 на Кинсијевој скали за овај период њиховог живота.[1]
- Жене: 7% неудатих жена од 20 до 35 година и 4% разведених жена од 20 до 35 година дало је оцјену 3 на Кинсијевој скали за овај период њихових живота.[2] Од 2 до 6% жена од 20 до 35 година дало је оцјену 5, а од 1 до 3% неудатих жена од 20 до 35 година дало је оцјену 6.[3][4]